# Raymond Offner
Pour les articles homonymes, voir Raymond Offner (essayiste).
Raymond Offner, né le 17 novembre 1927 à Sarcelles (Seine-et-Oise) et mort le 30 octobre 1989 à Paris, est un joueur français de basket-ball.

## Biographie
Raymond Offner joue à treize reprises pour l'équipe de France entre 1946 et 1949, marquant 41 points. En 1948, il remporte la médaille d'argent aux Jeux olympiques d'été à Londres. En club, il évolue sous les couleurs du Stade français.

## Palmarès
Équipe de France
- 13 sélections entre 1946 et 1949
- Jeux olympiques d'été
  -  médaille d'argent aux Jeux olympiques 1948 à Londres